# Списък на политическите партии в Италия
Италия има многопартийна система.

## Парламентарно представени партии
| Партия/коалиция | Места в Камарата на депутатите (2018) | Места в Сената (2018) | Идеология                                                                        |
| --- | ------------------------------------- | --------------------- | -------------------------------------------------------------------------------- |
| Дясноцентристка коалиция: Северна лига Форца Италия Братя италианци Ние с Италия-Съюз на центъра                                                                                            | 125 104 32 4                          | 58 57 18 4            | Регионализъм Либерален консерватизъм Национален консерватизъм Християндемокрация |
| Движение „5 звезди“ | 227                                   | 112                   |                                                                                  |
| Лявоцентристка коалиция: Демократическа партия Повече Европа Италия Европа Заедно Гражданска народна листа Южнотиролска народна партия-Трентинска тиролска автономистка партия Долина Аоста | 112 3 1 2 4 0                         | 53 1 3 1              | Социалдемокрация Либерализъм Социалдемокрация Християндемокрация Регионализъм    |
| Свободни и равни | 14                                    | 4                     | Социалдемокрация                                                                 |
| Асоциативно движение на италианците в чужбина | 1                                     | 1                     |                                                                                  |
| Южноамерикански съюз на италианските емигранти | 1                                     | 1                     |                                                                                  |

## Други партии
- Велик Юг
- Граждански избор
- Демократичен център
- Левица екология свобода